# 京都府道25号亀岡園部線
京都府道25号亀岡園部線（きょうとふどう25ごう かめおかそのべせん）は、京都府亀岡市矢田口交点を起点に同府南丹市園部町船岡に至る主要地方道（京都府道）である。

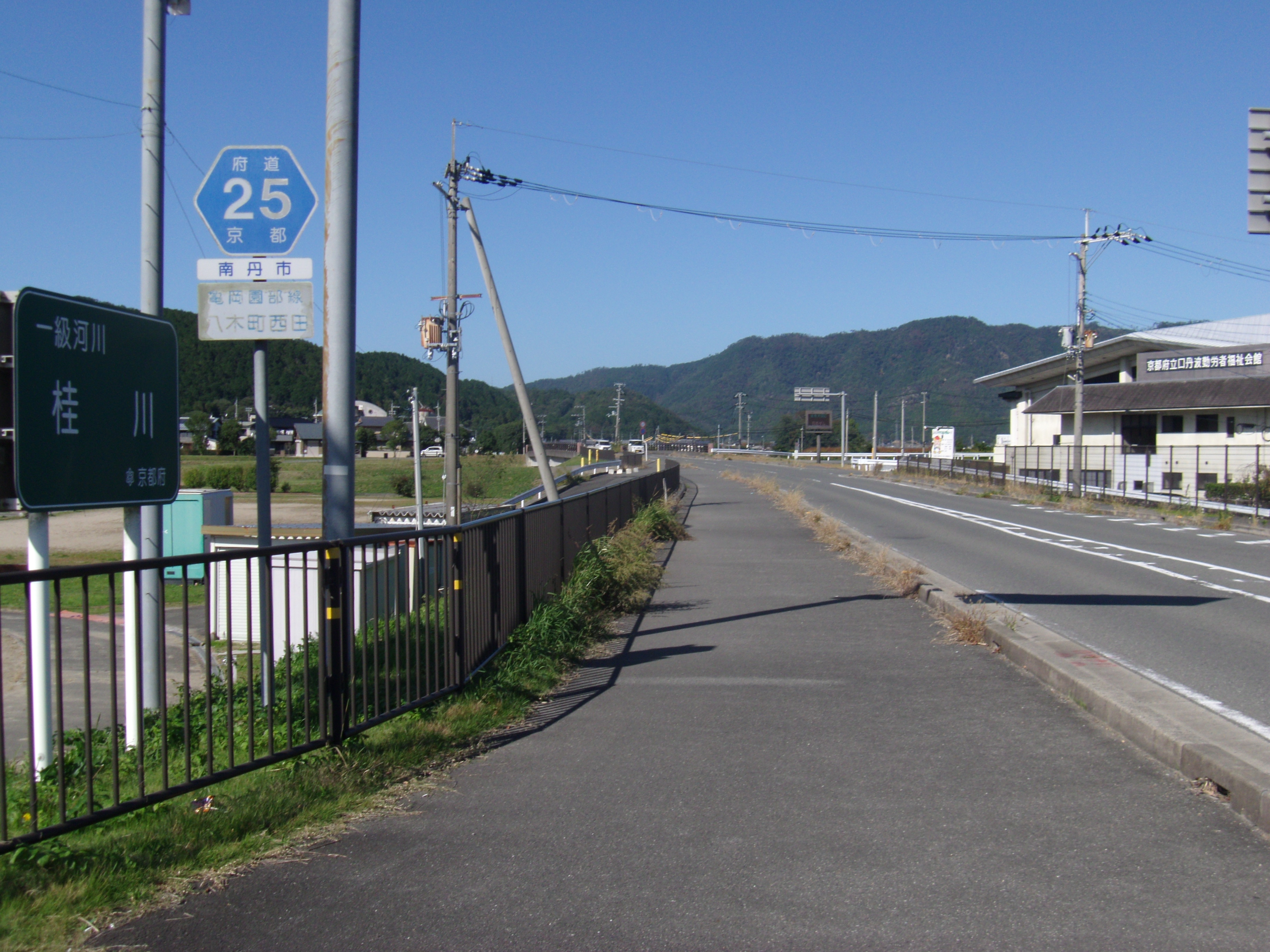
京都府道25号亀岡園部線
（南丹市八木町）

## 概要
大堰川（保津川、桂川）の東側を北へと伸び、亀岡市街地を除けば人気のない所を走る。

### 路線データ
- 起点：亀岡市古世町（国道9号交点）
- 終点：南丹市園部町船岡（京都府道19号園部平屋線交点）

## 歴史
- 1982年（昭和57年）4月1日 - 建設省（現・国土交通省）が一般府道亀岡西田線と一般府道西田船岡線を主要地方道亀岡園部線に指定[1]。
- 1993年（平成5年）5月11日 - 建設省から、府道亀岡園部線が亀岡園部線として主要地方道に再指定される[2]。

## 路線状況

### バイパス
- 亀岡市保津町宮ノ前から保津町山田まで
- 南丹市八木町西田から野条まで
- 南丹市園部町船枝附近

### 重複区間
- 京都府道402号王子並河線（亀岡市横町 - 亀岡市旅籠町）
- 京都府道405号郷ノ口余部線（亀岡市馬路町稲築山 - 亀岡市馬路町滝ケ元）

## 地理

### 通過する自治体
- 亀岡市
- 南丹市

### 交差する道路
- 国道9号（亀岡市古世町・矢田口交差点、起点）
- 京都府道402号王子並河線（亀岡市横町）
- 京都府道402号王子並河線（亀岡市旅籠町）
- 亀岡市道亀岡停車場三宅線（クニッテルフェルト通り）
- 京都府道404号亀岡停車場追分線（亀岡市追分町下島）
- 京都府道401号嵯峨亀岡線（亀岡市保津町宮ノ前）
- 和らぎの道
- 桜の道
- いきいきの道
- 京都府道73号宮前千歳線（亀岡市千歳町千歳垣内）
- 京都府道405号郷ノ口余部線（亀岡市馬路町稲築山）
- 京都府道405号郷ノ口余部線（亀岡市馬路町滝ケ元）
- 国道477号（南丹市八木町西田愛染嶋）
- 国道477号 バイパス（南丹市八木町西田正珍島）
- 京都府道408号郷ノ口室河原線（南丹市八木町室橋美津）
- 京都府道19号園部平屋線（南丹市園部町船岡、終点）

### 沿線にある施設など
- アミティ亀岡ショッピングセンター
- 京都北都信用金庫 亀岡支店
- スーパーマツモト 中央店
- 京都府立亀岡高等学校
- 亀山城跡
- イオン亀岡店
- JR嵯峨野線 亀岡駅
- サンガスタジアム by KYOCERA
- 保津川下り乗船場
- 亀岡市立保津小学校
- 保津郵便局
- 平安学園（龍谷大学付属平安高校） 亀岡グラウンド
- さくら公園
- 七谷川温泉
- 出雲神社
- 坊主塚古墳
- 雪印メグミルク 京都工場池上製造所
- 南丹市立運動公園
- 南丹市立口丹波勤労者福祉会館
- 南丹市立中央幼児学園
- 南丹市立新庄小学校
- 第二十八番札所観音堂
- 南丹市立川辺小学校、川辺保育所
- JR山陰本線 船岡駅